# میگوی دماغ‌قرمز
میگوی دماغ‌قرمز (نام علمی: Caridina gracilirostris) نام یک گونه از فروراسته میگوهای اصلی است.